# Бульвар Лорел Каньон
Бульвар Лорел Каньон (встречается написание «бульвар Лорел-Каньон», англ. Laurel Canyon Boulevard) — одна из основных улиц в Лос-Анджелесе. Берёт своё начало с Полк-стрит в Сильмаре в Северной долине Сан-Фернандо возле пересечения автострад Сан-Диего и Голден Стэйт. Бульвар Лорел Каньон огибает Сан-Фернандо и ведёт к западу, параллельно I-5 в непосредственной близости от Паччима и Арлета.
Часть Сан-Валли проходит через каменоломни и области, где много открытого пространства.
Лорел Каньон получил известность благодаря контркультуре в 1960-х. Здесь жили многие рок-музыканты, в том числе Фрэнк Заппа. Богемный дух сохранился и до наших дней. Каждый год жители собираются на групповую фотографию на местном рынке. Бульвар Лорел Каньон был также увековечен The Doors в песне «Love Street».